# Cordelia (satelit)
Cordelia este cel mai interior satelit cunoscut al lui Uranus. A fost descoperit din imaginile realizate de Voyager 2 pe 20 ianuarie 1986 și a primit denumirea temporară S/1986 U 7. Nu a fost detectat din nou până când Telescopul Spațial Hubble a observat-o în 1997. Cordelia își ia numele de la fiica cea mai mică a lui Lear din regele Lear al lui William Shakespeare. Este desemnat și Uranus VI. 
În afară de orbita sa, raza de 20 km și albedo-ul geometric de 0,08 nu se știe practic nimic despre ea. În imaginile Voyager 2, Cordelia apare ca un obiect alungit cu axa sa majoră îndreptată spre Uranus. Raportul axelor sferoidului prolat al Cordeliei este de 0,7 ± 0,2. 
Cordelia acționează ca satelitul păstorul interior al inelului ε al lui Uranus. Orbita Cordeliei se află în raza orbitei sincrone a lui Uranus și, prin urmare, scade lent din cauza decelerației mareice. 
Cordelia este foarte aproape de o rezonanță orbitală de 5:3 cu Rosalind. 